# Dois Portos
Dois Portos is een plaats (freguesia) in de Portugese gemeente Torres Vedras en telt 2153 inwoners (2001).